# Mohamed Koffi
Mohamed Koffi (Abidjan, 30 de dezembro de 1986) é um futebolista profissional burquinense que atua como defensor.

## Carreira
Mohamed Koffi representou o elenco da Seleção Burquinense de Futebol no Campeonato Africano das Nações de 2015.

## Títulos
Burkina Faso
- Campeonato Africano das Nações: 2013 - 2º Lugar.